# Такідзе Ємені Парфенович
Ємені (Ємен) Парфенович Такідзе (24 грудня 1910, село Джуматі Озургетського повіту Кутаїської губернії, тепер Озургетський муніципалітет, Грузія — ?, місто Тбілісі, тепер Грузія) — грузинський радянський діяч, 1-й секретар Кутаїського міського комітету КП Грузії, голова Верховного суду Грузинської РСР. Кандидат у члени ЦК КП Грузії (1949—1952), член ЦК КП Грузії (1952—після 1956). Депутат Верховної ради Грузинської РСР 2-го скликання. Депутат Верховної Ради СРСР 5-го скликання. Герой Соціалістичної Праці (29.08.1949).

## Життєпис
Народився в селянській родині. У 1924 році вступив до комсомолу.
У 1930 році закінчив Республіканську партійну школу в Тифлісі.
У 1933—1935 роках — інструктор районного комітету КП(б) Грузії.
У 1935—1937 роках — народний суддя Махарадзевського району
Член ВКП(б) з 1936 року.
У 1937—1939 роках — прокурор Махарадзевського району Грузинської РСР.
У 1939—1942 роках — 2-й секретар Махарадзевського районного комітету КП(б) Грузії.
У 1941 році закінчив Тбіліську філію Всесоюзного заочного юридичного інституту.
У 1942—1945 роках — 1-й секретар Хулойського районного комітету КП(б) Грузії Аджарської АРСР.
У 1945—1952 роках — 1-й секретар Кобулетського районного комітету КП(б) Грузії Аджарської АРСР.
Під час його керівництва в Кобулетському районі щорічно виконувався план зі здачі державі різних видів сільськогосподарських культур. У 1948 році врожай сортового зеленого чайного листа в Кобулетському районі перевищив запланований збір на 19,5 %. Указом Президії Верховної ради СРСР від 29 серпня 1949 року Ємені Парфеновичу Такідзе присвоєно звання Героя Соціалістичної Праці за «отримання високих урожаїв сортового зеленого чайного листя та цитрусових плодів у 1948 році» з врученням ордена Леніна та золотої медалі «Серп і Молот».
У 1948 році закінчив заочно Батумський державний педагогічний інститут імені Шота Руставелі Аджарської АРСР.
У 1952—1954 роках — 1-й секретар Ланчхутського районного комітету КП Грузії.
З січня по грудень 1955 року — 1-й заступник міністра юстиції Грузинської РСР.
У грудні 1955—1961 роках — 1-й секретар Кутаїського міського комітету КП Грузії.
15 лютого 1961—1962 роках — голова Верховного суду Грузинської РСР.
З 1962 року — на відповідальній роботі в Арбітражному суді Грузинської РСР.
З 1976 року — персональний пенсіонер союзного значення в місті Тбілісі. 

## Нагороди і звання
- Герой Соціалістичної Праці (29.08.1949)
- орден Леніна (29.08.1949)
- орден Трудового Червоного Прапора (24.02.1946)
- два ордени «Знак Пошани» (7.01.1944; 31.08.1971)
- медаль «За оборону Кавказу»
- медаль «За доблесну працю у Великій Вітчизняній війні 1941—1945 рр.» (1945)
- медалі